# マッキャンベル (ミサイル駆逐艦)
|          |                                                                                              |
| 艦歴     |                                                                                              |
| 発注     | 1996年12月13日                                                                               |
| 起工     | 1999年7月15日                                                                                |
| 進水     | 2000年7月2日                                                                                 |
| 就役     | 2002年8月17日                                                                                |
| 退役     |                                                                                              |
| その後   | 就役中                                                                                       |
| 要目     |                                                                                              |
| 排水量   | 9,648 トン                                                                                   |
| 全長     | 155.3 m (509 ft 6in)                                                                         |
| 全幅     | 20.1 m (66 ft)                                                                               |
| 吃水     | 9.4 m (31 ft)                                                                                |
| 機関     | COGAG方式                                                                                    |
| 機関     | LM 2500-30ガスタービンエンジン (27,000shp) ×4基                                              |
| 機関     | 可変ピッチプロペラ（5翔）×2軸                                                                |
| 最大速   | 31ノット                                                                                     |
| 航続距離 | 4,400 海里（20ノット時）                                                                     |
| 乗員     | 士官、兵員 380名                                                                             |
| 兵装     | Mk.45 mod.4 5インチ単装砲 ×1基                                                               |
| 兵装     | Mk.38 25mm単装機関砲 ×2基                                                                    |
| 兵装     | Mk.15 20mmCIWS×1基                                                                           |
| 兵装     | M2 12.7mm機銃 ×4挺                                                                           |
| 兵装     | Mk.41 mod.7 VLS ×96セル - SM-2MR SAM - ESSM 短SAM - VLA SUM - トマホーク SLCM などを発射可能 |
| 兵装     | Mk.32 3連装短魚雷発射管×2基                                                                  |
| 艦載機   | MH-60R×2機搭載可能                                                                           |
| C4ISTAR  | AWS B/L 6 (Mk.99 GMFCS×3基)                                                                  |
| C4ISTAR  | AN/SQQ-89A(V)15                                                                              |
| センサ   | AN/SPY-1D(V) 多機能レーダー×4面                                                              |
| センサ   | AN/SPS-67 対水上レーダー×1基                                                                 |
| センサ   | AN/SQS-53C(V)1艦首装備ソナー                                                                 |
| 電子戦   | AN/SLQ-32(V)3 ESM/ECM装置                                                                    |
| 電子戦   | Mk 36 SRBOC デコイ発射機                                                                     |
| モットー | Relentless in Battle                                                                         |

マッキャンベル (英語: USS McCampbell, DDG-85) は、アメリカ海軍のアーレイ・バーク級ミサイル駆逐艦の35番艦。イージス艦に分類される。艦名は第二次世界大戦でのアメリカ海軍トップエース・パイロットであったデヴィッド・マッキャンベル大佐に因む。

## 艦歴
マッキャンベルはメイン州バスのバス鉄工所で1999年7月15日に起工し、2002年8月17日に就役した。
2006年3月26日にマッキャンベルはイラクの沖合30マイルの水域で商船と衝突した。両船とも船首部分を損傷したが、航行に支障はなかった。事故の原因は調査中である。
2007年7月に「ゲイリー」(USS Gary, FFG-51) とその任務を交代、日本の横須賀に配備された。以降は太平洋艦隊での活動が目立つ。
マッキャンベルは船舶臨検部隊を乗せ、対海賊、対密輸および対テロ作戦に従事している。2009年6月23日、ミャンマーに向かった北朝鮮の貨物船「カンナム1号」を監視していた「ジョン・S・マケイン」 (USS John S. McCain, DDG-56) に代わって任務を引き継いだ。
2011年3月、マッキャンベルは空母「ロナルド・レーガン」(USS Ronald Reagan, CVN-76) と共に東北地方太平洋沖地震で被災した日本の支援に派遣された（トモダチ作戦）。その際、福島第一原子力発電所事故で飛散した放射性物質に被曝した可能性がある。
2011年5月26日に南シナ海で、対北朝鮮の国際連合安全保障理事会制裁決議に違反する物資を積載した可能性がある北朝鮮の貨物船「MVライト」（ベリーズ船籍）を追跡し、臨検を要求していたが貨物船は臨検を拒否し、北朝鮮に引き返した。
2018年12月5日、航行の自由作戦でロシア極東のウラジオストクを擁するピョートル大帝湾に接近した。
2019年1月7日、南シナ海の西沙諸島沖で航行の自由作戦を決行した。
2020年7月2日、横須賀への前方配備を終え、17か月にわたる近代化改修のためにオレゴン州ポートランドに向け出港した。
2024年1月25日、在日アメリカ海軍司令部は第7艦隊所属の巡洋艦アンティータムを帰国させ、代わりに近代化改修を終えたマッキャンベルを再配備することを発表した。
搭載兵器にはトマホーク巡航ミサイルも含まれ、日本の海上自衛隊によるトマホーク導入に向けた訓練に協力している。